# Hisatoshi Shintaku
Hisatoshi Shintaku (新宅 永灯至?, Shintaku Hisatoshi; 20 dicembre 1957) è un ex maratoneta giapponese, che vinse la maratona di Fukuoka nel 1985 con 2h09'51".
Ha partecipato alle Olimpiadi di Seul 1988 terminando in 17ª posizione in 2h15'42"; nelle Olimpiadi di Los Angeles 1984 si era invece piazzato in sedicesima posizione nei 10000 m piani con il tempo di 28'55"54.

## Campionati nazionali
1985
- Oro ai campionati giapponesi di maratona - 2h09'51"

## Altre competizioni internazionali
1978
- 4º al DN Galan ( Stoccolma), 3000 m siepi - 8'35"65

1980
- Argento al DN Galan ( Stoccolma), 3000 m siepi - 8'19"52

1981
- Bronzo nella Coppa del mondo di atletica leggera ( Roma), 3000 m siepi - 8'23"46

1985
- Bronzo alla Maratona di Tokyo ( Tokyo) - 2h12'23"
- Oro alla Maratona di Fukuoka ( Fukuoka - 2h09'51"
- 7º al DN Galan ( Stoccolma), 10000 m piani - 27'50"05
- Bronzo all'Athletissima ( Losanna), 10000 m piani - 28'03"80

1986
- 15º ai Bislett Games ( Oslo), 10000 m piani - 28'09"47

1987
- Argento alla Maratona di Fukuoka  Fukuoka) - 2h10'34"
- 6º al DN Galan ( Stoccolma), 10000 m piani - 28'13"70
- 8º ai Bislett Games ( Oslo), 3000 m piani - 7'52"10

1990
- 8º alla Maratona di Berlino ( Berlino) - 2h12'49"
- 4º alla Maratona di Rotterdam ( Rotterdam) - 2h15'17"